# Lewan Kakubawa
Lewan Kakubawa (ur. 15 października 1990 w Tbilisi) – gruziński piłkarz, grający w Metalurgi Rustawi. Występuje na pozycji obrońcy.

## Kariera klubowa
Kakubawa profesjonalną karierę rozpoczął w klubie SK Bordżomi, z którego w 2008 roku, mając niespełna osiemnaście lat, przeniósł się do Dinama Tbilisi. Spędził w tym zespole pięć sezonów. Latem 2013 roku został zawodnikiem klubu Metalurgi Rustawi.

## Kariera reprezentacyjna
W reprezentacji Gruzji zadebiutował 17 listopada 2010 roku w towarzyskim meczu przeciwko Słowenii. Na boisku pojawił się w 73 minucie meczu.
| Mecze i gole w reprezentacji | Mecze i gole w reprezentacji | Mecze i gole w reprezentacji | Mecze i gole w reprezentacji | Mecze i gole w reprezentacji | Mecze i gole w reprezentacji | Mecze i gole w reprezentacji |
| #                            | Data                         | Stadion                      | Rywal                        | Wynik                        | Gol                          | Rozgrywki                    |
| 2010                         | 2010                         | 2010                         | 2010                         | 2010                         | 2010                         | 2010                         |
| ---------------------------- | ---------------------------- | ---------------------------- | ---------------------------- | ---------------------------- | ---------------------------- | ---------------------------- |
| 1.                           | 17.11.2010                   | Koper, Słowenia              | Słowenia                     | 2:1                          | 0                            | towarzyski                   |
| 2011                         |                              |                              |                              |                              |                              |                              |
| 2.                           | 09.02.2011                   | Limassol, Cypr               | Armenia                      | 2:1                          | 0                            | towarzyski                   |

## Sukcesy
Dinamo
- Mistrzostwo Gruzji: 2013
- Puchar Gruzji: 2009, 2013